# El Masdour
El Masdour (arabe : المسدور) est une ville tunisienne située au cœur de la région du Sahel à vingt kilomètres à l'ouest de Monastir.
Rattachée administrativement au gouvernorat de Monastir, elle constitue une municipalité comptant 4 705 habitants en 2014.